# Chipre en los Juegos Olímpicos de Los Ángeles 2028
Chipre participará en los Juegos Olímpicos de Los Ángeles 2028. Responsable del equipo olímpico es el Comité Olímpico Chipriota, así como las federaciones deportivas nacionales de cada deporte con participación.